# Procopie Dvornicov
Procopie Dvornicov (n. 8 martie 1905 – d. 19 iunie 1967) a fost un specialist în domeniul agrobiologiei, care a fost ales ca membru titular al Academiei de Științe a Moldovei.
S-a ocupat de selecția și agrotehnica plantelor legumicole. La data de 1 august 1961 a fost ales ca membru titular al Academiei de Științe a Moldovei. A fost secretar al Secției de Științe Biologice și Agricole.